# Kenneth Davis
Kenneth Davis, född 1949 i Wayne County, Kentucky, är en amerikansk idrottare som tog OS-silver i basket 1972 i München. Detta var USA:s första silver tillika första förlorade guldmedalj i herrbasket i olympiska sommarspelen. Idag arbetar Davies som säljare åt skoföretaget Converse.